# Експедиція на «Діскавері»

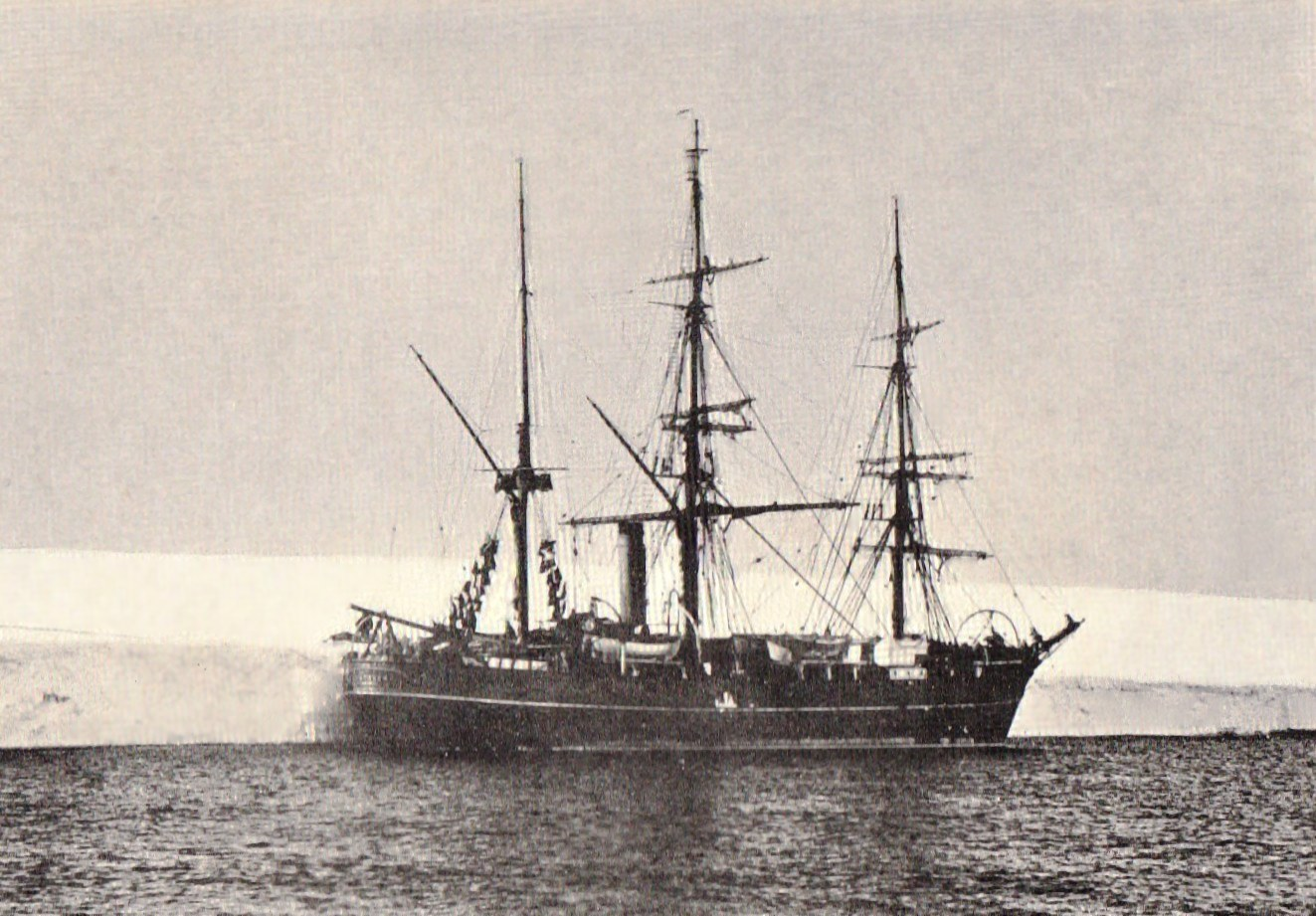

Британська національна антарктична експедиція 1901—1904 років (англ. British National Antarctic Expedition, 1901-04), також відома як експедиція на «Діскавері» (англ. Discovery Expedition) — друга за рахунком британська експедиція в Антарктиду, організована після більш ніж 60-річної перерви. Призначалася для комплексного дослідження майже зовсім невідомого континенту. Експедиційне судно — барк «Діскавері» — було першим спеціально побудованим британським науково-дослідним кораблем.
Головним організатором і пропагандистом експедиції був президент Королівського географічного товариства сер Клементс Маркем, який займався цією роботою з 1893 року і домігся того, що 50 % бюджету покривала держава. Начальником експедиції був за його рекомендацією призначений військовий моряк Роберт Скотт. У команду входили майбутні відомі дослідники Антарктики — Ернест Генрі Шеклтон і Едвард Адріан Вілсон. Єдиними учасниками команди, що мали полярний досвід, були другий помічник Альберт Армітедж і лікар Реджинальд Кьотліц, що брали участь в дослідженні Землі Франца-Йосифа. Однак їм не вдалося знайти спільної мови з Робертом Скоттом і передати йому свій досвід.
В ході експедиції був обстежений берег Антарктиди в районі моря Росса від мису Адер до Китової бухти. Британською командою були отримані великі наукові дані в галузі фізичної географії, біології, геології, метеорології, земного магнетизму. Були відкриті антарктичні оази, а також колонії пінгвінів на мисі Крозье. Скотту, Шеклтону і Вілсона вдалося досягти 82° 11' пд. ш. в ході санного походу.
Експедиція на «Діскавері» стала важливою віхою в історії британського проникнення в Антарктику, однак продемонструвала нездатність військових моряків використовувати досвід і досягнення норвезьких дослідників: англійці ігнорували необхідність використання лиж і їздових собак. Безпосереднім продовженням подорожі на «Діскавері» стали експедиція Шеклтона на «Німрод» в 1907—1908 роках (він не дійшов до Південного полюса 180 км) і підприємство Скотта на барці «Терра Нова» в 1911—1913 роках, в ході якого він досяг Південного полюса і загинув на зворотному шляху на базу в березні 1912 року.